# Vokativ
Vokativ eller tiltalefald (latin cāsus vocātīvus "kaldefald", "tiltalekasus") er den kasus, man bruger, når man afbryder og nævner en persons navn eller en betegnelse for personen for at påkalde sig hans eller hendes opmærksomhed. F.eks. "Kom her, Peter!", "Hvad siger du, min gode ven?". 
På latin findes der kun en særlig vokativform af substantiver efter 2. bøjning (-us, gen. -i), fx Veni, Marce! (Kom, Marcus!)
I de fleste sprog bruger man nominativ i denne funktion, men en række indoeuropæiske sprog har en særlig bøjningsform til vokativ, f.eks. latin, rumænsk, græsk og de slaviske sprog (dog ikke på moderne russisk og slovakisk).
I nordiske sprog eksisterer specielle vokative fraser med 2. person ental ejestedord,
for eksempel "din store idiot".